# Affibody
Affibodies sind künstliche, vom Protein A aus dem Bakterium Staphylococcus aureus abgeleitete Peptide, die zur Bindung von Antigenen befähigt sind. Sie bestehen aus 58 Aminosäuren der IgG-Bindungsdomäne von Protein A, die in drei α-Helices angeordnet sind. Mit einer Molekülmasse von etwa 6 kDa sind sie neben Kunitz-Domänenpeptiden die kleinsten antigenbindenden Peptide. Affibodies werden insbesondere als Alternative zu Antikörpern in der Wissenschaft eingesetzt. Darüber hinaus werden Affibodies, wie beispielsweise der HER2-spezifische ABY-025, derzeit als potenzielle Krebsdiagnostika klinisch erprobt.

## Eigenschaften
Auf Grund ihrer geringen Molekülgröße besitzen Affibodies viele vorteilhafte physikochemische Eigenschaften. Dazu zählen eine hohe pH-Stabilität und Hitzetoleranz. Zudem besitzen Affibodies eine gegenüber Antikörpern überlegene Gewebepermeabilität.

## Herstellung
Durch gezielte oder zufällige Veränderung von bis zu 13 der 58 Aminosäuren können Affibodies gegen unterschiedliche Proteine synthetisiert werden. Affibodies können zusätzlich mit anderen Molekülen, wie beispielsweise Farbstoffen, konjugiert werden und dadurch weitere Anwendungen erfahren.